# Teleskop kosmiczny Chandra
Teleskop kosmiczny Chandra (ang. Chandra X-ray Observatory, CXO) – teleskop kosmiczny pracujący w zakresie promieni rentgenowskich, wyniesiony na orbitę przez prom kosmiczny Columbia 23 lipca 1999 roku podczas misji STS-93.
Nosi on imię hinduskiego fizyka pracującego w USA Subrahmanyana Chandrasekhara, który jako pierwszy obliczył maksymalną masę białego karła (Granica Chandrasekhara). W sanskrycie słowo ćandra oznacza „Księżyc” lub „jasny”.
Teleskop Chandra jest trzecim z kosmicznych obserwatoriów wystrzelonych przez agencje NASA oraz ESA. Pierwszym był pracujący w zakresie światła Hubble, potem wyniesiono wykrywającego promieniowanie gamma Comptona. Po teleskopie Chandra został umieszczony w kosmosie jeszcze jeden teleskop prowadzący obserwacje w zakresie podczerwieni – Kosmiczny Teleskop Spitzera. Przez pewien czas Chandra był określany skrótem AXAF (ang. Advanced X-ray Astronomical Facility).
Prowadzenie obserwacji w zakresie promieni rentgenowskich utrudnia pochłaniająca je atmosfera Ziemi. Teleskopy kosmiczne pozwalają na pokonanie tego ograniczenia, co pozwala na obserwacje białych karłów, gwiazd neutronowych oraz czarnych dziur.